# Église du Martyre-de-Saint-Jean-Baptiste de Seyches
Pour les articles homonymes, voir Église Saint-Jean-Baptiste.
L'église du Martyre-de-Saint-Jean-Baptiste, du XVIIe siècle, est située à Seyches, dans le département de Lot-et-Garonne, en France.

## Localisation
L'église du Martyre-de-Saint-Jean-Baptiste est située à Seyches, dans le département de Lot-et-Garonne, en France.

## Historique

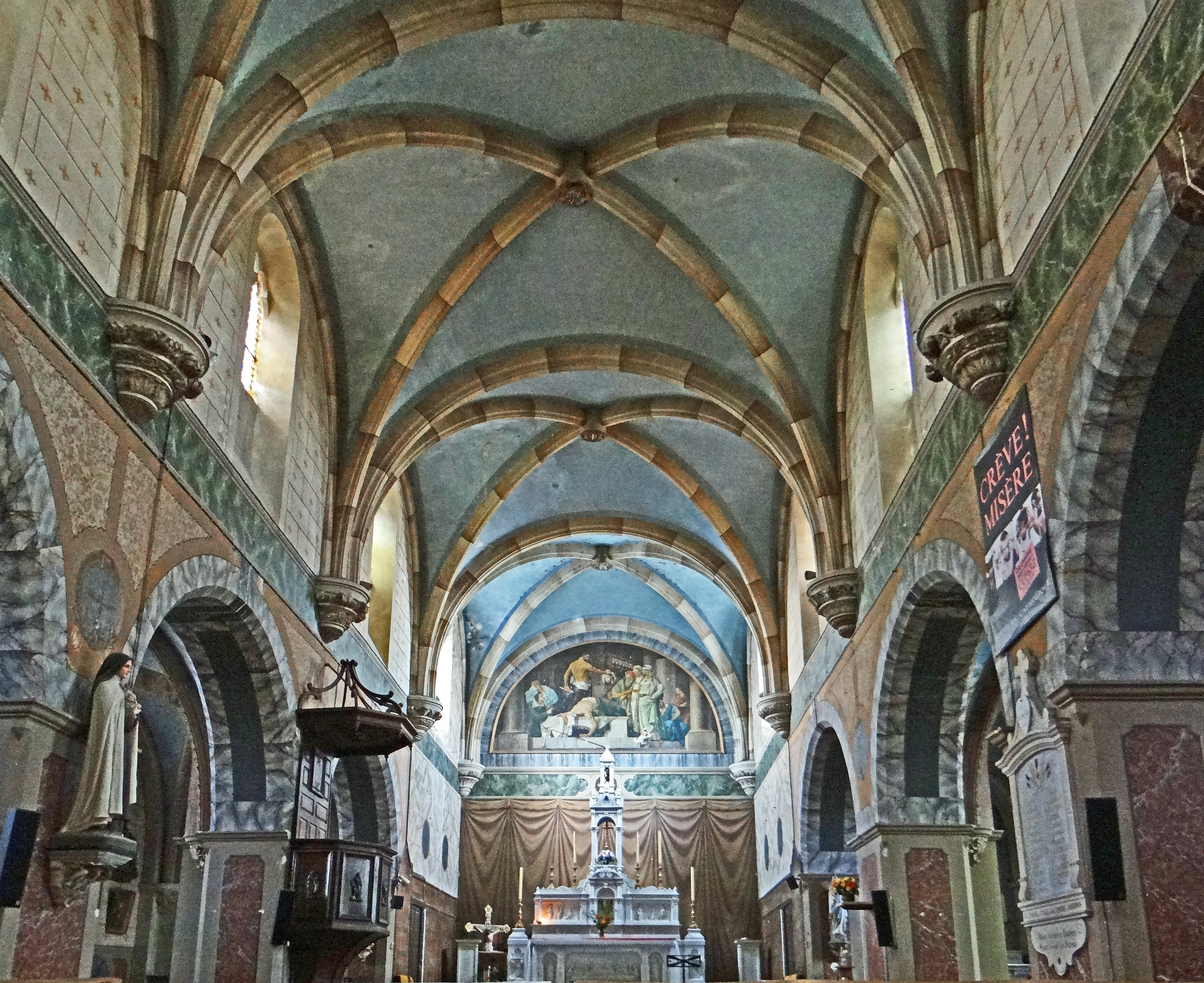
La nef

L'église de  Seyches qui se trouvait hors les murs de la ville a été ruinée dès le début des guerres de religion. Seyches possédait une importante communauté protestante. Elle a alors été transférée dans une maison de la  ville vers 1580 par autorisation de l'évêque d'Agen Janus Frégose. On fait des réparations dessus en 1666 mais sans que le résultat ait semblé satisfaisant.
Marie de Majance, veuve de Jean de Mosnier (décédé le 4 mars 1681), de son vivant baron de Seyches, Peyrières et Saint - Laurent, a décidé de reconstruire l'église à ses frais, sur un plan à trois nefs et chœur à chevet plat. Elle est terminée en 1689 et a été consacrée par l’évêque d'Agen Jules Mascaron, le 9 avril 1690.
Elle a été voûtée en brique en 1880, sur des croisées d'ogives qui s'appuient sur de gros culots, en remplacement des lambris peints d'origine. Cette transformation a fait disparaître le plafond lambrissé à décor peint décrit dans un rapport de visite fait le 20 août 1689.
Une ancienne porte de ville placée près de l'église a été transformée en clocher.
Giovanni Masutti,, peintre d'origine italienne qui a œuvré dans d'autres églises du département, a exécuté en 1935-1936 les décors de draperies, de faux-marbres et de fausses pierres dans la nef, les bas-côtés et le chœur, ainsi que la peinture qui orne le mur axial dans le chœur représentant la Décollation de Saint-Jean-Baptiste. 

L'église du Martyre-de-Saint-Jean-Baptiste a été inscrite au titre des monuments historiques le 26 novembre 1998.

## Vitraux
Les vitraux ont été réalisés dans les années 1930 par l'atelier Thomas de Valence (Drôme).